# Джонсон, Марк (хоккеист)
Марк Джонсон (англ. Mark Johnson; 22 сентября 1957, Миннеаполис, Миннесота, США) — американский хоккеист и хоккейный тренер. Амплуа — центральный нападающий.

## Биография
Один из лидеров сборной США в 80-е годы XX века. Участник 8 чемпионатов мира (1978, 1979, 1981, 1982, 1985−87, 1990), трех розыгрышей Кубка Канады (1981, 1984, 1987), чемпион Олимпиады 1980 года в Лейк-Плэсиде (в том числе участник матча «Чудо на льду»). В Национальной хоккейной лиге играл с 1980 по 1990 годы (11 сезонов).
Участник «Матча всех звёзд НХЛ» 1984 года.

## Статистика выступлений в НХЛ
```
                                  Regular Season              
Season  Team                    Lge   GP   G   A    Pts  PIM

1979-80 Pittsburgh Penguins     NHL   17   3   5    8    4
1980-81 Pittsburgh Penguins     NHL   73   10  23   33   50
1981-82 Pittsburgh/Minnesota    NHL   56   12  13   25   40
1982-83 Hartford Whalers        NHL   73   31  38   69   28
1983-84 Hartford Whalers        NHL   79   35  52   87   27
1984-85 Hartford/St. Louis      NHL   66   23  34   57   23
1985-86 New Jersey Devils       NHL   80   21  41   62   16
1986-87 New Jersey Devils       NHL   68   25  26   51   22
1987-88 New Jersey Devils       NHL   54   14  19   33   14
1988-89 New Jersey Devils       NHL   40   13  25   38   24
1989-90 New Jersey Devils       NHL   63   16  29   45   12

                   NHL Totals         669  203 305  508  260
```